# Halfway (Missouri)
Halfway è un villaggio degli Stati Uniti d'America, situato nello Stato del Missouri, nella contea di Polk.